# 东安街道 (齐齐哈尔市)
东安街道是中国黑龙江省齐齐哈尔市碾子山区下辖的一个街道。